# Liste de restaurants étoilés par le Guide Michelin en Belgique
Cet article présente la liste des restaurants étoilés par le Guide Michelin en Belgique.

## Description
«  Plus Belle Terrasse de l'Année 2020  »

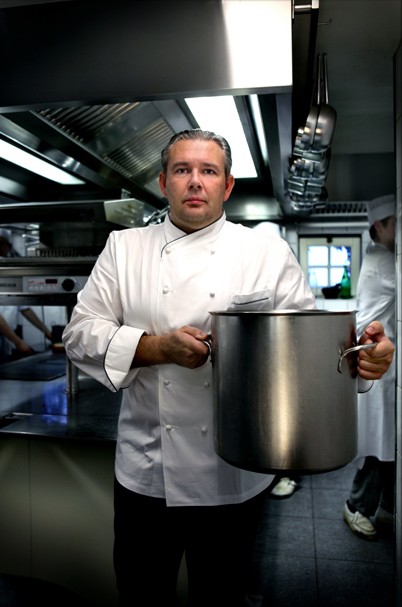
Peter Goossens, seul chef étoilé trois 2020 en Belgique pour son restaurant, Hof van Cleve.

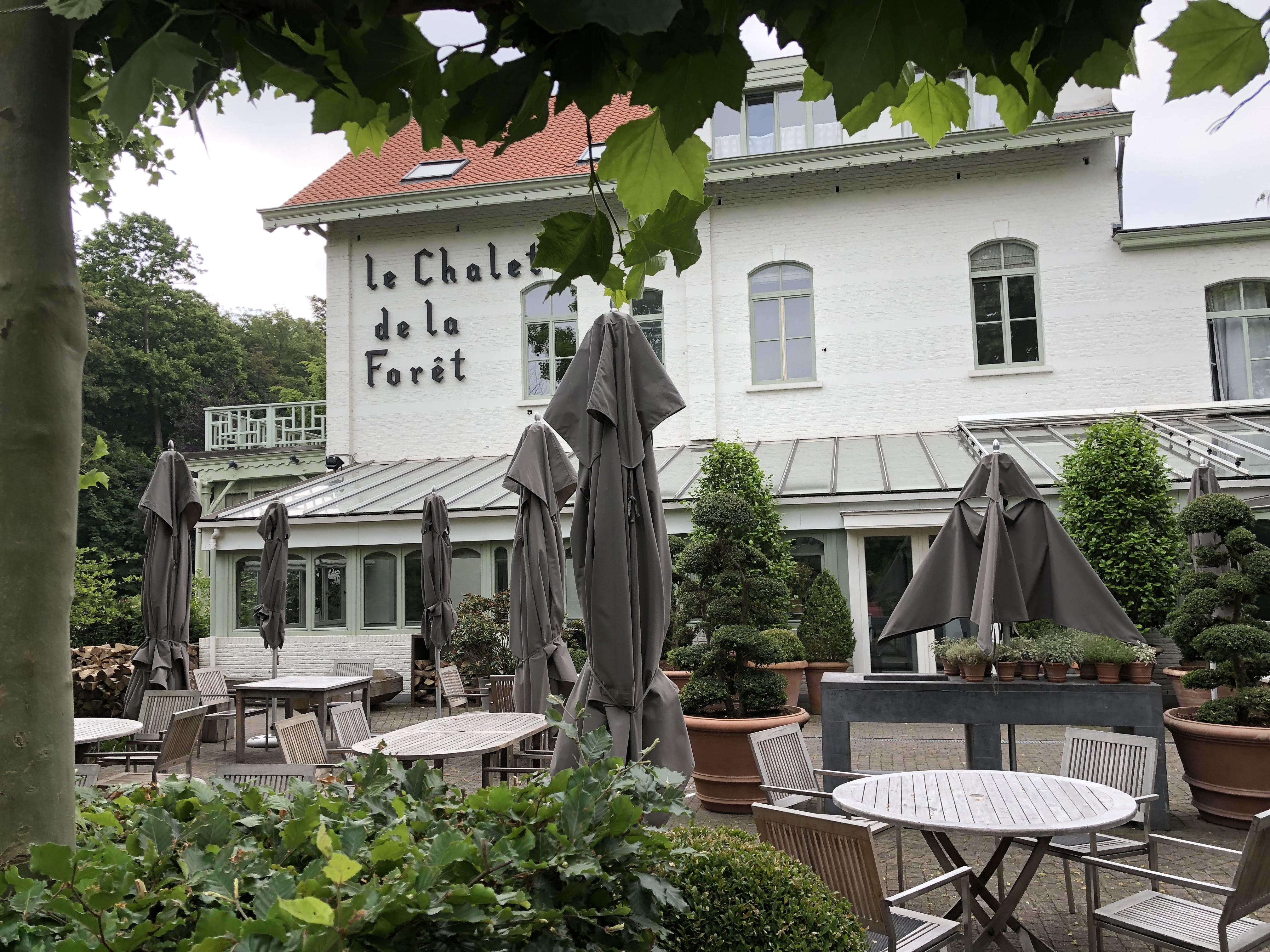
Le Chalet de la Forêt
Plus Belle Terrasse de l'Année 2020

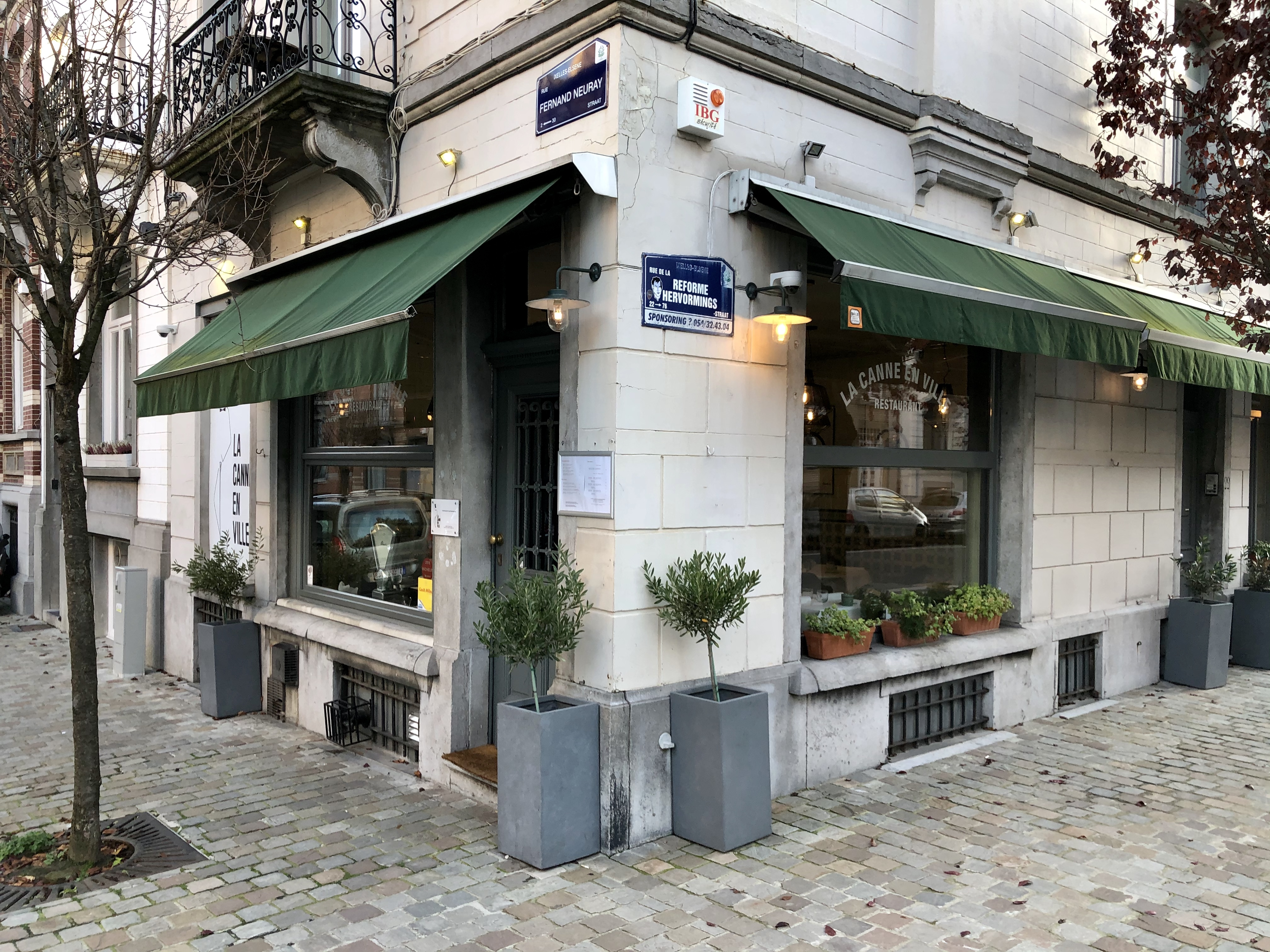
Nouvel étoilé 2020 à Bruxelles :
La Canne en Ville

Cette liste est exhaustive en ce qui concerne les restaurants « trois étoiles »  et « deux étoiles »  belges sur la base du guide « Belgique-Luxembourg » (dit «BELUX») millésime 2020,, révélé, comme chaque année, le troisième lundi de novembre au salon Horeca Expo à Flanders Expo (Gand).
L’attribution des étoiles repose sur des critères identiques afin de garantir la cohérence de la sélection. Ces critères sont au nombre de cinq : qualité des produits, maîtrise des cuissons et des saveurs, personnalité du chef dans sa cuisine, rapport qualité/prix et régularité dans le temps et sur l’ensemble de la carte.
Les étoiles ne jugent que « ce qui est dans l’assiette » ; elles viennent uniquement récompenser la qualité de la cuisine.
- 3 étoiles indiquent qu’il s’agit « d’une cuisine remarquable, valant le voyage ».
- 2 étoiles désignent « une table excellente méritant un détour ».
- 1 étoile signale « une très bonne table dans sa catégorie ».

La répartition territoriale des restaurants étoilés est fortement corrélée à la répartition de la population (59% des restaurants étoilés sont en région flamande qui abrite 58% de la population belge, et la province la plus peuplée, Anvers, est également celle qui comprend le plus grand nombre de restaurants étoilés)

### 2020
En 2020, Il y a 130 restaurants étoilés en Belgique. 
| Région                       | Province                        |   |    |     | Total par région en 2020 |
| ---------------------------- | ------------------------------- | - | -- | --- | ------------------------ |
| Région de Bruxelles-Capitale |                                 |   | 5  | 12  | 17                       |
| Région flamande              | Province d'Anvers               |   | 4  | 19  | 77                       |
| Région flamande              | Province du Brabant flamand     |   |    | 9   | 77                       |
| Région flamande              | Province de Flandre-Occidentale |   | 5  | 12  | 77                       |
| Région flamande              | Province de Flandre-Orientale   | 1 | 1  | 14  | 77                       |
| Région flamande              | Province de Limbourg            |   | 3  | 9   | 77                       |
| Région wallonne              | Province du Brabant wallon      |   |    | 6   | 36                       |
| Région wallonne              | Province de Hainaut             |   | 2  | 8   | 36                       |
| Région wallonne              | Province de Liège               |   |    | 7   | 36                       |
| Région wallonne              | Province de Luxembourg          |   | 1  | 6   | 36                       |
| Région wallonne              | Province de Namur               |   | 2  | 4   | 36                       |
| Belgique                     | Belgique                        | 1 | 23 | 106 | 130                      |

### 2021
En 2021, Il y a 137 restaurants étoilés en Belgique. 
| Région                       | Province                        |   |    |     | Total par région en 2021 |
| ---------------------------- | ------------------------------- | - | -- | --- | ------------------------ |
| Région de Bruxelles-Capitale |                                 |   | 4  | 11  | 15                       |
| Région flamande              | Province d'Anvers               | 1 | 3  |     |                          |
| Région flamande              | Province du Brabant flamand     |   |    |     |                          |
| Région flamande              | Province de Flandre-Occidentale |   | 7  |     |                          |
| Région flamande              | Province de Flandre-Orientale   | 1 | 1  |     |                          |
| Région flamande              | Province de Limbourg            |   | 3  |     |                          |
| Région wallonne              | Province du Brabant wallon      |   |    |     |                          |
| Région wallonne              | Province de Hainaut             |   | 2  |     |                          |
| Région wallonne              | Province de Liège               |   |    |     |                          |
| Région wallonne              | Province de Luxembourg          |   | 1  |     |                          |
| Région wallonne              | Province de Namur               |   | 2  |     |                          |
| Belgique                     | Belgique                        | 2 | 23 | 112 | 137                      |

### 2022
En 2022, Il y a 133 restaurants étoilés en Belgique. 
| Région                       | Province                        |   |    |     | Total par région en 2021 |
| ---------------------------- | ------------------------------- | - | -- | --- | ------------------------ |
| Région de Bruxelles-Capitale |                                 |   | 3  | 11  | 14                       |
| Région flamande              | Province d'Anvers               | 1 | 4  | 20  | 84                       |
| Région flamande              | Province du Brabant flamand     |   | 1  | 10  | 84                       |
| Région flamande              | Province de Flandre-Occidentale | 1 | 5  | 15  | 84                       |
| Région flamande              | Province de Flandre-Orientale   | 1 | 1  | 13  | 84                       |
| Région flamande              | Province de Limbourg            |   | 3  | 9   | 84                       |
| Région wallonne              | Province du Brabant wallon      |   |    | 5   | 35                       |
| Région wallonne              | Province de Hainaut             |   | 2  | 8   | 35                       |
| Région wallonne              | Province de Liège               |   |    | 8   | 35                       |
| Région wallonne              | Province de Luxembourg          |   | 1  | 4   | 35                       |
| Région wallonne              | Province de Namur               |   | 2  | 5   | 35                       |
| Belgique                     | Belgique                        | 3 | 22 | 108 | 133                      |

## Restaurants trois étoiles
De 2019 à 2021, il n'y a eu qu'un seul restaurant triplement étoilé en Belgique. Depuis 2021, il se compte désormais au nombre de deux et depuis 2022 au nombre de trois.
| Année | Chef           | Établissement | Localité    | Province                        | Région          | Commentaires |
| ----- | -------------- | ------------- | ----------- | ------------------------------- | --------------- | --- |
| 2005  | Peter Goossens | Hof van Cleve | Kruishoutem | Province de Flandre-Orientale   | Région flamande | Depuis la fermeture du Hertog Jan fin 2018, c'était le seul restaurant triplement étoilé en Belgique jusqu'en 2021. |
| 2021  | Viki Geunes    | Zilte         | Anvers      | Province d'Anvers               | Région flamande | Étoilé depuis 2021 par le guide rouge Belgique-Luxembourg. Le restaurant possédait en 2020 deux étoiles.            |
| 2022  | Tim Boury      | Boury         | Roulers     | Province de Flandre-Occidentale | Région flamande | Triplement étoilé depuis 2022 par le guide rouge Belgique-Luxembourg.                                               |

## Restaurants deux étoiles
Le guide rouge Michelin Belgique-Luxembourg 2020 a décerné deux étoiles à 24 établissements :
- 23 en Belgique ;
- 1 au Luxembourg, le restaurant Ma Langue Sourit.

| Chef                                 | Établissement                 | Localité       | Province                        | Région                       | Commentaires                              |
| ------------------------------------ | ----------------------------- | -------------- | ------------------------------- | ---------------------------- | ----------------------------------------- |
| Pascal Devalkeneer                   | Le Chalet de la Forêt         | Uccle          | -                               | Région de Bruxelles-Capitale | Depuis 2012                               |
| David Martin                         | La Paix                       | Anderlecht     | -                               | Région de Bruxelles-Capitale | Depuis 2019                               |
| Yves Mattagne                        | La Villa Lorraine             | Bruxelles      | -                               | Région de Bruxelles-Capitale | Depuis 2022. Trois étoiles de 1972 à 1985 |
| Nick Bril                            | The Jane                      | Anvers         | Province d'Anvers               | Région flamande              | Depuis 2016                               |
| Bart De Pooter                       | Pastorale                     | Rumst          | Province d'Anvers               | Région flamande              |                                           |
| Thierry Theys                        | Nuance                        | Duffel         | Province d'Anvers               | Région flamande              |                                           |
| Thijs Vervloet                       | Colette                       | Anvers         | Province d'Anvers               | Région flamande              | Depuis 2022.                              |
| Gert De Mangeleer et Joachim Bousens | Hertog Jan at Botanic         | Anvers         | Province d'Anvers               | Région flamande              | Depuis 2022.                              |
| Maarten Bouckaert                    | Castor                        | Beveren-Leie   | Province de Flandre-Occidentale | Région flamande              | Depuis 2021                               |
| Stéphane Buyens                      | Hostellerie Le Fox            | La Panne       | Province de Flandre-Occidentale | Région flamande              |                                           |
| Filip Claeys                         | De Jonkman                    | Bruges         | Province de Flandre-Occidentale | Région flamande              | Depuis 2011                               |
| Bart Desmidt                         | Bartholomeus                  | Heist          | Province de Flandre-Occidentale | Région flamande              | Depuis 2021                               |
| Angelo Rosseel                       | La Durée                      | Izegem         | Province de Flandre-Occidentale | Région flamande              |                                           |
| Michaël Vrijmoed                     | Vrijmoed                      | Gand           | Province de Flandre-Orientale   | Région flamande              |                                           |
| Ralf Berendsen                       | La Butte Aux Bois / La Source | Lanaken        | Province de Limbourg            | Région flamande              |                                           |
| Bert et Giel Meewis                  | Slagmolen                     | Oudsbergen     | Province de Limbourg            | Région flamande              |                                           |
| Jan Tournier                         | Cuchara                       | Lommel         | Province de Limbourg            | Région flamande              | Depuis 2020                               |
| Éric Fernez                          | D'Eugénie à Emilie            | Saint-Ghislain | Province de Hainaut             | Région wallonne              | Depuis 2016                               |
| Jean-Baptiste Thomaes                | Le Château du Mylord          | Ellezelles     | Province de Hainaut             | Région wallonne              |                                           |
| Maxime Collard                       | La Table de Maxime            | Paliseul       | Province de Luxembourg          | Région wallonne              | Depuis 2019                               |
| Sang Hoon Degeimbre                  | L'Air du temps                | Éghézée        | Province de Namur               | Région wallonne              | Depuis 2009                               |
| Pierre Résimont                      | L'Eau Vive                    | Profondeville  | Province de Namur               | Région wallonne              | Depuis 2010                               |

## Restaurants une étoile
Le guide rouge Michelin Belgique-Luxembourg 2022 a décerné une étoile à 114 établissements :
- 108 en Belgique ;
- 7 au Luxembourg.

## Anciens restaurants deux et trois étoiles en Belgique
- La Villa Lorraine  à Bruxelles, premier trois étoiles hors de France, deux étoiles en 2022.
- Hertog Jan à Bruges
- De Karmeliet à Bruges
- Romeijer à Hoeilaert
- Bruneau à Ganshoren
- Comme chez soi à Bruxelles

- La Cravache d'Or à Bruxelles
- Barbizon à Overijse
- 't Zilte à Anvers (Passé à 3 étoiles en 2021)
- Sea Grill à Bruxelles (Restaurant d'Yves Mattagne, 2 étoiles depuis 1997 et fermé pour joindre les établissements de la Villa Loraine)
- Bon Bon à Bruxelles (Restaurant de Christophe Hardiquest, 2 étoiles depuis 2013 et fermé en 2022)
- Hostellerie Saint-Nicolas à Elverdinge

### Principales écoles hôtelières fournisseurs de chefs étoilés
Région flamande :
- École hôtelière Ter Duinen à Coxyde

 Région wallonne :
- École hôtelière de la province de Namur